# Патентний суд

Патентний суд — суд, який спеціалізується на патентному праві або має виключну юрисдикцію щодо питань патентного права. У деяких системах такі суди також мають юрисдикцію щодо інших сфер права інтелектуальної власності, таких як авторське право та суміжні права, торговельні марки тощо.

## За юрисдикцією

### Європейський Союз
- Єдиний патентний суд, суд для патентних спорів у Європейському Союзі

### Німеччина
- Федеральний патентний суд Німеччини[en] (нім. Bundespatentgericht або BPatG)

### Сполучене Королівство

#### Англії та Уельсу
- Суд з питань інтелектуальної власності[en], колишній Патентний окружний суд
- Суд у справах патентів[en]

### США
- Апеляційний суд Федерального округу Сполучених Штатів[en] (здійснює юрисдикцію, яка раніше була надана Апеляційному суду Сполучених Штатів з питань митної справи та патентів[en])

### Україна
- Вищий суд з питань інтелектуальної власності України

### Швейцарія
- Федеральний патентний суд Швейцарії[en]

### Японія
- Вищий суд з питань інтелектуальної власності Японії[en]